# دانيال ماركيز دا سيلفا
دانيال ماركيز دا سيلفا (بالبرتغالية: Daniel Marques da Silva‏) هو لاعب كرة قدم برازيلي في مركز الدفاع، ولد في 11 يوليو 1983 في جاوو في البرازيل. لعب مع أتلتيكو غويانيينسي وأتلتيكو مينيرو ونادي إنترناسيونال ونادي إيتوانو ونادي بارانا ونادي بالميراس ونادي تريزه ونادي ساو بيرناردو ونادي سي آر بي ونادي سيارا ونادي ميراسول.

## وصلات خارجية
- دانيال ماركيز دا سيلفا على موقع قاعدة بيانات كرة القدم.إي يو (الإنجليزية)
- دانيال ماركيز دا سيلفا على موقع Soccerway.com (الإنجليزية)